# Selfaktor

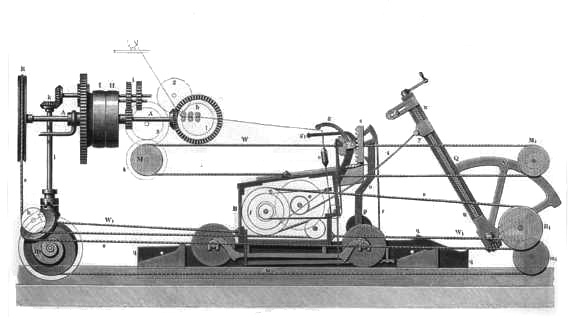
Technische Zeichnung einer Selfaktor-Maschine

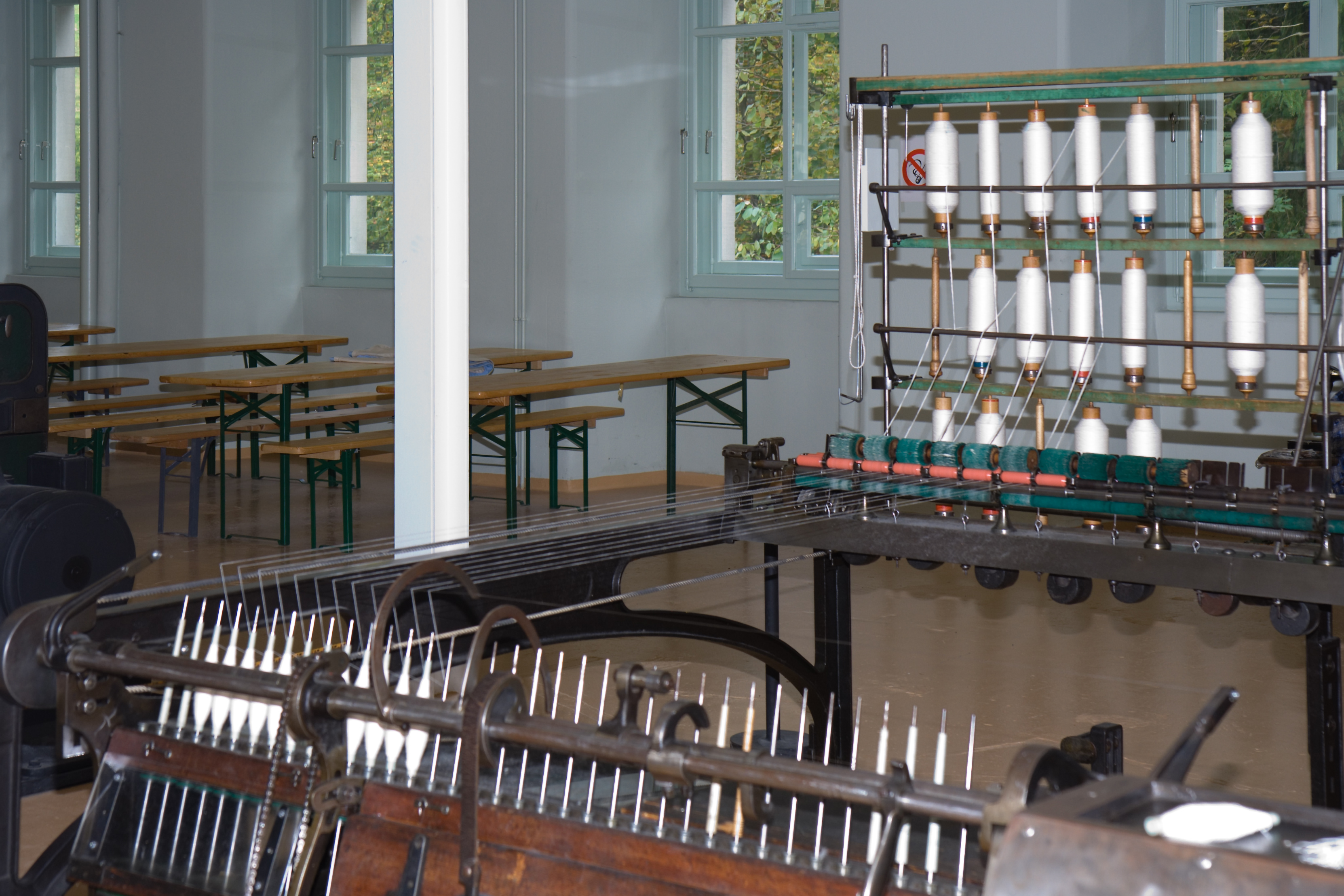
Selfaktor mit ausgefahrenem Wagen

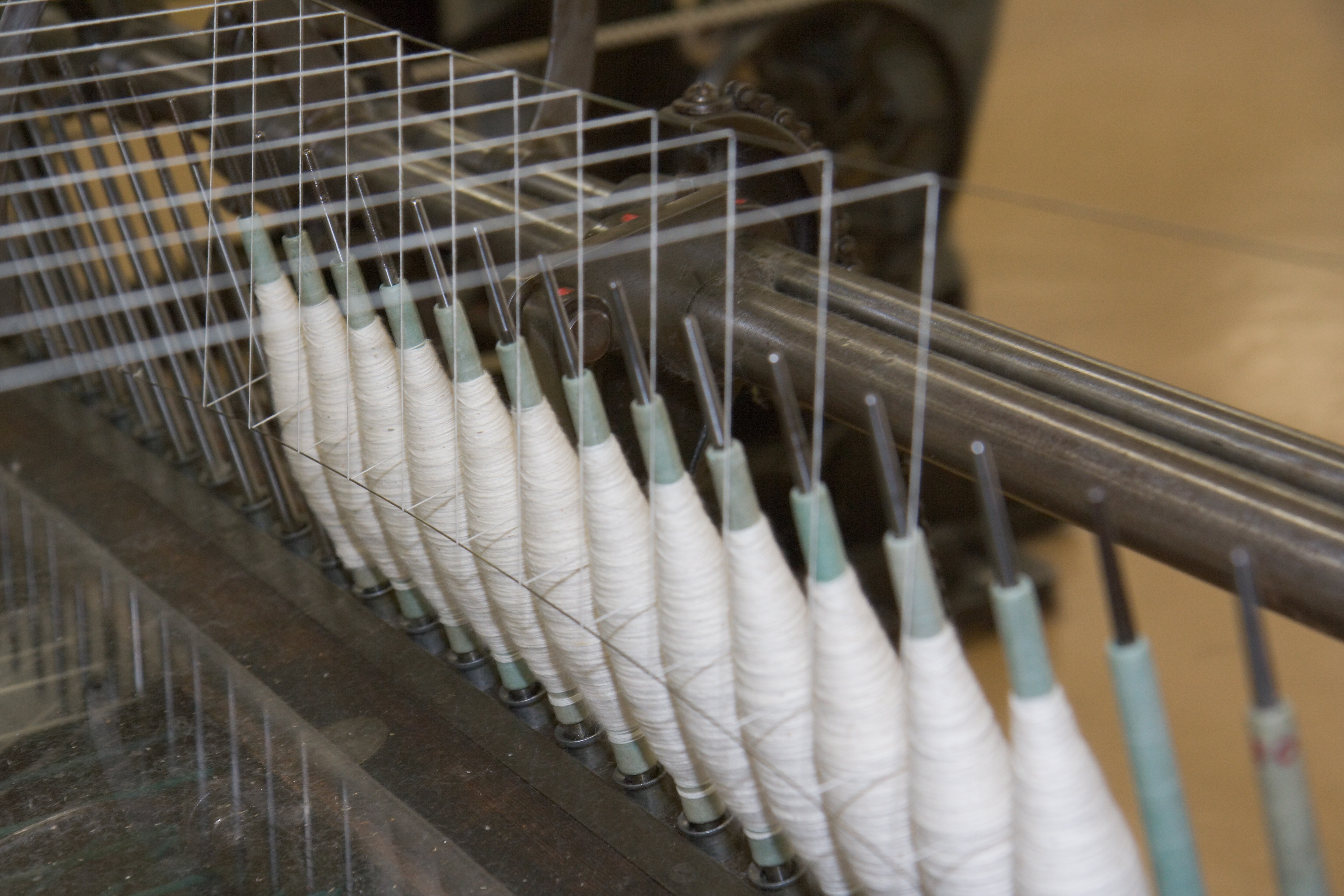
Selfaktor beim Aufspulen

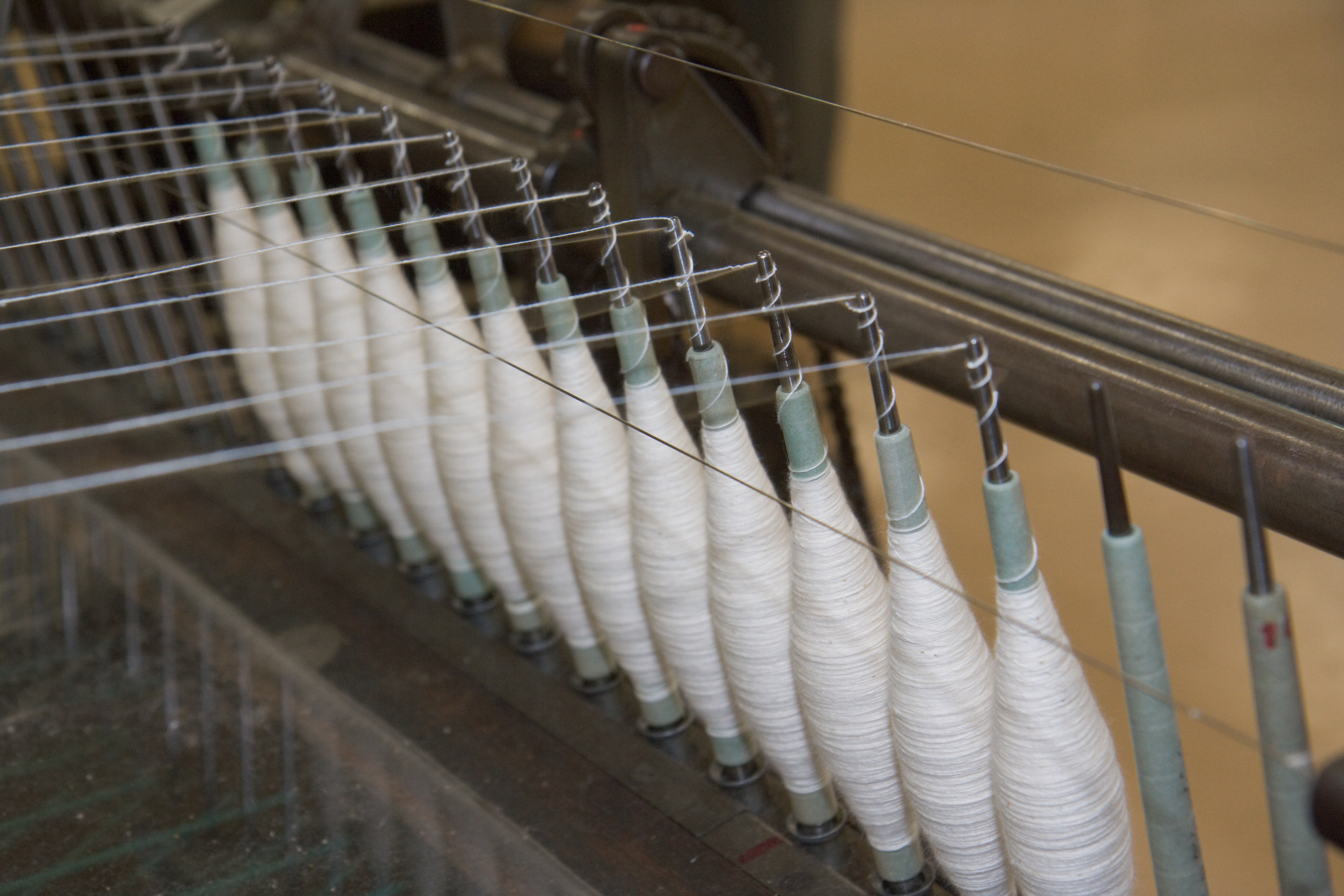
Selfaktor beim eigentlichen Spinnen

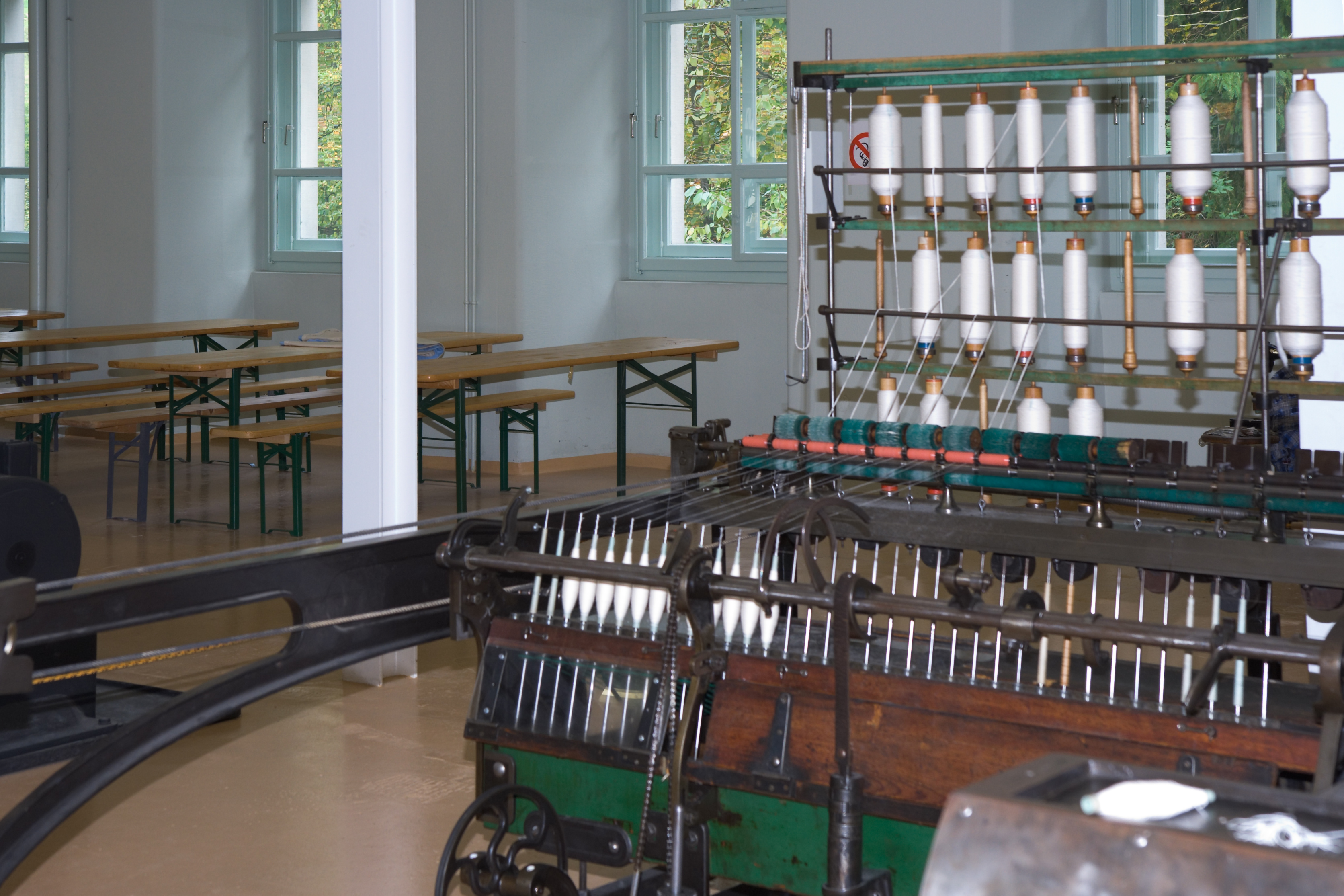
Selfaktor am Ende des Aufspulens

Ein Selfaktor (englisch Selfactor ‚Selbsthandelnder‘) ist eine Weiterentwicklung einer Spinnmaschine vom Typ Spinning Mule durch Richard Roberts. Während bei der Spinning Mule die Steuerung der Maschine von Hand erfolgte, konnte der Selfaktor vollkommen automatisch arbeiten. Lediglich zum Ansetzen der gebrochenen Fäden und zum Wechseln der Kopse war Bedienpersonal nötig. Diese Entwicklung war in besonderem Maße schwierig, weil das Spinnen mit der Spinning Mule ein abgesetztes Verfahren darstellte und vom bedienenden Arbeiter ein besonderes Maß an Fingerspitzengefühl für das Verhalten seiner Maschine erforderte. Die technische Lösung des Problems lag in einer geschickten Steuerung sämtlicher aufeinander folgender Bewegungsabläufe der Maschine durch Zahnradgetriebe und Kupplungsvorgänge über die antreibenden Transmissionen. 
Die wachsende Abhängigkeit der Fabrikbesitzer von qualifizierten Arbeitern, die die Spinning Mule bedienen konnten, führte zur Suche nach vollautomatisierten Spinnmaschinen und letztlich zur Weiterentwicklung der Spinning Mule zum Selfaktor. Allerdings wurde durch den Selfaktor das Problem nicht gelöst, denn ihre Wartung, Einrichtung und Pflege musste ebenfalls von außerordentlich gut qualifizierten Arbeitskräften vorgenommen werden.
Bemerkenswert an einem Selfaktor sind die vollständig mechanisch gehaltenen Regelkreise und ihr mit Hebeln, Kurvenscheiben und Zahnrädern „geschriebenes“ „Programm“.

## Hauptbestandteile
Der Selfaktor besteht aus zwei Hauptbaugruppen, einem stehenden Streckwerk und einem auf Schienen geführten beweglichen Wagen. Das Streckwerk besteht aus einer Halterung für die aufgespulten Lunten, dem Vormaterial beim Selfaktorspinnen. Lunten sind mehrere Millimeter breite Vorgarne, welche fast keine Festigkeit aufweisen. Die Spulen mit den Lunten befinden sich zuoberst auf der Maschine. Das eigentliche Streckwerk befindet sich gleich darunter. Es besteht aus Walzen und Gummibändern, welche die Lunten in die Länge ziehen.
Vom Streckwerk werden die Fäden zu den Spindeln geführt. Die Spindeln bestehen aus einem drehbaren Dorn und darauf aufgesteckten Hülsen, Kopse genannt. Die Spindeln werden angetrieben, was dazu führt, dass die Fasern zwischen Streckwerk und Spindeln verdreht werden – so entsteht das Garn.

## Arbeitsweise
Der Selfaktor arbeitet abgesetzt, sprich diskontinuierlich. Mehrere Prozesse folgen zeitlich gestaffelt:
1. Ausgangslage: Der Wagen befindet sich beim Streckwerk, das Garn ist aufgespult. Der Wagen beginnt, vom Streckwerk wegzufahren, während das Streckwerk verzogenes Vorgarn bereitstellt. Die drehenden Spindeln verdrehen das Vorgarn zum Garn, gleichzeitig findet noch einmal ein Verzug statt, da der Wagen schneller wegfährt, als das Streckwerk Vorgarn liefert.
2. Am Ende der Schiene hält der Wagen an, das Streckwerk stoppt und die Spindeln auch. Ein zwischen Bügeln gespannter Draht wird von unten angehoben, er spannt den Faden und hebt die obersten Umwicklungen um die Spindeln ab.
3. Ein zweiter zwischen Bügeln gespannter Draht kommt von oben und zieht das Garn zwischen dem ersten Draht und dem bereits aufgespulten Garn nach unten. Das zu einem Z gespannte Garn verlässt die Hülse nun tangential.
4. Jetzt setzt die Rückwärtsbewegung des Wagens ein, gekoppelt mit drehenden Spindeln, die so das gesponnene Garn aufspulen. Die Geschwindigkeit des Wagens ist so mit der Spindeldrehzahl gekoppelt, dass die Fadenspannung zwischen Streckwerk und Kopsen konstant bleibt. Damit nicht alles Garn am selben Ort auf die Kopse gespult wird, bewegt sich zusätzlich der zweite Draht langsam nach unten, das aufgespulte Garn wird über eine gewisse Breite verteilt.

## Zeitliche Einordnung
Der Selfaktor wurde Anfang des 19. Jahrhunderts fast gleichzeitig mit der Ringspinnmaschine erfunden. Erst nach dem Zweiten Weltkrieg wurde der Selfaktor vollständig von der Ringspinnmaschine und der neu aufkommenden Rotorspinnmaschine verdrängt. Dem Selfaktor wurde seine diskontinuierliche Arbeitsweise zum Verhängnis: Diese begrenzt die Produktivität, verkompliziert den Prozess und führt tendenziell zu periodischen Dick- oder Dünnstellen im Garn. Ungeachtet dessen war der Selfaktor für die Zeit seines Aufkommens ein großer Fortschritt.